# Козмус, Примож
Примож Козмус (англ. Primož Kozmus; род. 30 сентября 1979 года; Ново-Место, Словения) — словенский легкоатлет, который специализируется в метании молота. Олимпийский чемпион, чемпион мира. 

## Биография
На Олимпийских играх 2000 года в Сиднее не прошёл квалификацию, заняв в ней, с результатом 68,83 м, лишь 38-е место.
На Олимпийских играх 2004 года в Афинах, с результатом 78,56 м, занял 6-е итоговое место.
На Олимпийских играх 2008 года в Пекине, завоевал золотую медаль, победив с результатом 82,02 м.
На Олимпийских играх 2012 года в Лондоне, стал серебряным призёром, показав результат 79,36 м, и более метра уступив в борьбе за золото венгру Кристиану Паршу.
На летних чемпионатах мира завоевал за свою карьеру по одной медали всех достоинств.
Личный рекорд (82,58 м) установил 2 сентября 2009 года в Целе.
Трижды, в 2006, 2007 и 2008 годах признавался спортсменом года в Словении.